# La Bigottière
La Bigottière – miejscowość i gmina we Francji, w regionie Kraj Loary, w departamencie Mayenne.
Według danych na rok 1990 gminę zamieszkiwało 349 osób, a gęstość zaludnienia wynosiła 19 osób/km² (wśród 1504 gmin Kraju Loary La Bigottière plasuje się na 951. miejscu pod względem liczby ludności, natomiast pod względem powierzchni na miejscu 621.).